# Sabicea hierniana
Espèce
Synonymes
- Ecpoma hierniana (Wernham) N.Hallé & F.Hallé[1]

Sabicea hierniana est une espèce de plantes de la famille des Rubiaceae et du genre Sabicea, présente en Afrique tropicale.
Son épithète spécifique herniana rend hommage au mathématicien et botaniste britannique William Philip Hiern.